# Eszter (Racine)
Eszter (franciául Esther) Jean Racine vallásos drámája, a Saint-Cyr leánynevelő intézetben mutatták be 1689. január 26-án.

## A dráma létrejöttének előzményei
A Saint-Cyr leánynevelő intézetet XIV. Lajos francia király második felesége, Madame de Maintenon alapította 1686-ban. Ennek az intézetnek a tanulói a legelőkelőbb családok gyermekeiből kerültek ki. Vallásos és erkölcsös nevelést kaptak, közben legjobb képességeiket is kibontakoztatták, Racine két leánya is odajárt iskolába. Talán Madame de Maintenon kérésére, a tanárok kérésére meg leányai kedvéért írt az iskolának egy drámát Racine, melyet a növendékek adtak elő, a férfiszerepeket is a leányok játszották el leányoknak való illedelmes ruhákban, s ez nem is volt oly nehéz, mivel a perzsák és a zsidók ruhája hosszú, földig érő köntös volt, mondja Racine drámájának bevezetőjében. Hivatásos színészek majd csak Racine halála után, 1721-ben kaptak engedélyt az Eszter előadására. Racine drámájának történetét a bibliai ószövetségből, Eszter könyvéből és Hérodotosztól merítette. Hérodotosz írásaira leginkább Ahasvéros sokoldalú jellemzésének leírásához volt szüksége Racine-nak. Nagy szerepet kap a drámában, mint ahogyan a görög tragédiákban is, a kórus, az ének (szóló ének is van). A Kar mindvégig a színpadon van, s csodálattal adózik az isteni Gondviselésnek, amely a világban és a világon keresztül avatkozik be.

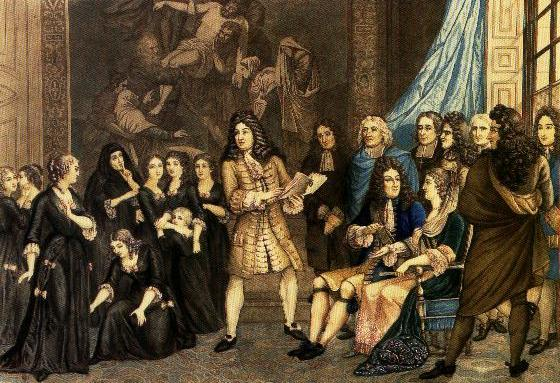
Racine ismételteti, gyakoroltatja a Saint-Cyr iskola kisasszonyaival az Eszter előadását

## Szereplők
- Ahasvérus, Perzsia királya
- Eszter, Perzsia királynője
- Márdokeus, Eszter nagybátyja
- Hámán, Ahasvérus kegyence
- Zéres, Hámán hitvese
- Hydaspés, tiszt Ahasvérus belső palotájában
- Azsáf, Ahasvérus másik tisztje
- Eliza, Eszter bizalmasa
- Támár, zsidónő Eszter kíséretéből
- A király őrei
- Zsidó leányok kara

### Szín
Susánban, Ahasvérus palotájában

### Prológus
Prológust mond a Jámborság

## A drámai cselekmény és a végkifejlet
A perzsa királynak, Ahasvérusnak, Márdokeus saját nevelt leányát, Esztert ajánlotta feleségnek. A darab akkor kezdődik, amikor a frigy már megtörtént. Ahasvérus, a perzsa király elégedett az ő szelíd, erkölcsös és tiszta feleségével, Eszterrel, de nem tudja, hogy Eszter és az ő királyságának hűséges kiszolgálója, Márkokeus a zsidó néphez tartozik. Ahasvérus legfőbb tanácsadója, kegyence, Hámán nagy gazdagságra, sok kincsre tesz szert, s királyát a zsidó nép kiirtására biztatja. Ahasvérus hisz kegyencének, s jóváhagyja Hámán és embereinek kegyetlenkedéseit a zsidó nép körében. Eszter, a zsidó nép leánya szenved saját népének megpróbáltatásai miatt, alig reméli, hogy megfordíthatja férjének nézeteit a zsidó nép kiirtását illetően. A zsidó nép Eszterben reménykedik.
Hogy Eszter népének sorsa jobbra forduljon, ahhoz be kell bizonyosodnia Hámán árulásának, Hámán nemcsak gazdagságra vágyik, hanem a király trónszékébe akar ülni Markokeus és Eszter megölése által. Ahasvérus szemét felnyitja Eszter, s a bűnös Hámán elnyeri méltó büntetését, ezzel Markokeus, Eszter és a zsidó nép megmenekül, mert Ahasvérus visszavonja azokat a parancsokat, amelyeket Hámán kiadott a zsidó nép ellen. Ahasvérus főtanácsadójává Márkokeus lesz, a király Hámán valamennyi kincsét is neki adományozza. A zsidó leányok kara elsiratja az addigi áldozatokat, s hálát zeng a zsidó nép megmenekülése felett.
El lehet gondolni, hogy fiatal, szép francia kiejtéssel és jó énekhanggal megáldott kisasszonyok előadásában, még kosztümök nélkül is, nagyon szép lehetett e vallásos dráma előadása, melyet a hagyomány szerint maga Racine is segített betanítani. Nem csoda, hogy az udvarban híre ment az előadásnak, s maga XIV. Lajos és a köréhez tartozó nemes emberek is megtekintették a darabot, s mint Racine emlegeti, rájöttek arra, hogy egy vallásos dráma is mennyire felemelő tud lenni és egyben szórakoztató is. Az előadás a Saint-Cyr leánynevelő intézetben többször is sikert aratott, ezek a sikerek, s Madame de Maintenon további biztatása vezetett oda, hogy még egy vallásos drámát írt Racine a leánynevelő intézetnek, ez lett majd 1691-ben az Atália (Athalie).